# Мошно (озеро, Шумилинский район)
Мо́шно (бел. Мо́шна) — озеро в Шумилинском районе Витебской области Белоруссии. Относится к бассейну реки Сечна.

## Физико-географическая характеристика
Озеро Мошно располагается в 4 км к югу от городского посёлка Шумилино. К востоку от озера находится деревня Приозёрная. Высота над уровнем моря составляет 140,8 м.
Площадь зеркала составляет 0,65 км². Длина озера — 2,1 км, наибольшая ширина — 0,5 км. Длина береговой линии — 6,03 м. Наибольшая глубина — 3,9 м, средняя — 2,3 м. Объём воды в озере — 1,51 млн м³. Площадь водосбора — 16,3 км².
Котловина лощинного типа, вытянута с северо-запада на юго-восток и состоит из двух плёсов. Склоны котловины пологие, суглинистые, понизу поросшие кустарником, поверху распаханные. Северные склоны покрыты лесом. Высота склонов составляет 3—5 м, на юге повышаясь до 9 м. Береговая линия образует несколько небольших заливов. Берега низкие, торфянистые. на востоке песчаные, в заливах сплавинные. Озеро окружает неширокая заболоченная пойма.
Дно плоское, сапропелистое. Мелководье преимущественно торфянистое, местами песчаное. 35 % площади озера характеризуется глубиной не свыше 2 м.
Минерализация воды достигает 200 мг/л. Прозрачность в западном плёсе составляет 2 м, в восточном — 1 м. Озеро подвержено эвтрофикации.
На юго-востоке впадает ручей из озера Круглик и вытекает другой ручей, впадающий в озеро Добеевское. В озеро также впадает ещё несколько ручьёв.

## Флора и фауна
Озеро сильно зарастает подводной растительностью до глубины 3,1 м. В озере растёт частуха Валенберга — редкое растение, занесённое в Красную книгу Республики Беларусь.
В воде обитают щука, линь, карась, окунь, плотва, краснопёрка, лещ и другие виды рыб.